# حلاف (بكيل المير)

تعديل مصدري - تعديل

حلاف هي إحدى قرى عزلة صبران بمديرية بكيل المير التابعة لمحافظة حجة، بلغ تعداد سكانها 136 نسمة حسب تعداد اليمن لعام 2004.